# Trion
Trion – miasto w Stanach Zjednoczonych, w stanie Georgia, w hrabstwie Chattooga.